# Васка Попова-Баларева
Василка (Васка) Иванова Попова, по мъж Баларева, е видна българска художничка.

## Биография
Родена е в град Русе на 7 април 1902 г. Расте във видно семейство – баща ѝ е четникът на Филип Тотю и герой от войните генерал Иван Попов, народен представител в XVII обикновено народно събрание, загинал при атентата в църквата „Св. Неделя“. Майката София Ханджова също не е чужда на интелектуалния елит. Родена в Румъния, тя овладява свиренето на пиано и рисуването.
Васка постъпва в Художествената академия в София, в класа по живопис на проф. Цено Тодоров, през 1921 г. Нейни колеги са Илия Петров, Александър Стаменов, Илия Бешков. Сред тях е и братът на поета Атанас Далчев и бъдещ известен скулптор Любомир Далчев. Отношенията между тях прерастват в платоничен романс.
Под наставничеството на проф. Никола Маринов тя овладява изобразителния език на цветовете и се дипломира през 1927 г. Две години по-късно след конкурсен изпит е приета да специализира в класа по живопис на проф. Умберто Коромалди в Художествената академия в Рим. Там овладява майсторството на портрета и живописната техника на учителя си и се запознава в детайли и с техниките за художествена обработка на кожа. След завръщането си в страната се налага като пионер в тази област.
В 1933 г. тя се омъжва за генерал Христо Баларев, с когото имат един син – известния български химик проф. д-р Христо Хр. Баларев. Двамата със съпруга си често пътуват – по тайни служебни ангажименти на главата на семейството, кадрови офицер. През 1944 г. семейството се евакуира от София поради бомбардировките.
Близки приятели на художничката са интелектуалците Зоя Паприкова, Бистра Винарова, Александър Поплилов, Кирил Петров, Рафаел Михайлов, Андрей Николов, Борис Иванов, Александър Жендов, Мара Георгиева, Васка Емануилова, Веселин Стайков, Люба Паликарева.
Създала е портрети на Стефан Македонски, Любомир Пипков, Елисавета Багряна, художниците Кирил Петров и Рафаел Михайлов – всички те приятели на художничката.
След заболяване Васка Попова-Баларева умира на 3 август 1979 г. в София.

## Памет
На Васка Баларева е наречена улица в квартал „Киноцентъра III“ в София (Карта).